# Cukim
Cukim (hebr.: צוקים) – wieś położona w samorządzie regionu Ha-Arawa ha-Tichona, w Dystrykcie Południowym, w Izraelu.
Leży w południowo-wschodniej części pustyni Negew, w obszarze Arawa na północ od miasta Ejlat. Wioska leży przy granicy z Jordanią.

## Historia
Osadą założono w 1996 w miejscu byłej bazy wojskowej Bildad.